# Ben Fett
Ben-Zion Fett, auch Benzion Fett, (* 1886 in Rzeszów, Österreich-Ungarn; † 1960 in Tel Aviv, Israel) war ein aus dem früheren k.u.k.-Osten stammender Journalist, Zionist und Produzent beim deutschen Film.

## Leben und Wirken
Fett hatte sich bereits in jungen Jahren intensiv im Zionismus engagiert. In seiner Heimatstadt Rzeszów gründete er in den ersten Jahren des 20. Jahrhunderts den Makkabäer-Sportclub und versuchte unter den jüdischen Jugendlichen dieser Region (Österreich-Ungarns Galizien) die Idee des Zionismus zu verwurzeln, in dem er geistige Stärke in Verbindung mit physischer Kraft förderte. Fett reiste zu diesem Zweck kreuz und quer durch Galizien und unterstützte auch den Zionistischen Rat Galiziens dabei, 1907 eigene Kandidaten für die Wahl zum österreichischen Parlament in Wien aufzustellen. Schließlich wurde er Mitglied der galizischen Delegation, die 1909 zum neunten und 1911 zum zehnten Zionistenkongress entsandt wurde. In dieser Zeit verdiente er sich seinen Lebensunterhalt als Journalist, auch hier spezialisiert auf jüdisch-zionistische und Sport-Themen. Für das Lemberger Tageblatt lieferte Fett auch Reiseberichte aus dem damals noch unter osmanischer Herrschaft stehenden zukünftig jüdischen Siedlungsgebiet Palästina, das er bereits vor dem Ersten Weltkrieg bereiste.
Kurz nach Kriegsausbruch 1914 wurde Ben Zion Fett zur österreichisch-ungarischen Armee eingezogen. Bei Friedensschluss schloss sich Fett wie so viele Ostjuden dem Weg in den Westen an und landete in Deutschland. 1921 wurde er Geschäftsführer des Filmverleihs Caesarfilm GmbH in Berlin und 1922 auch in Düsseldorf. Im Juli 1924 gründete er gemeinsam mit Isidor Fett die kurzlebige Central Film GmbH (1924–1925).
In Berlin engagierte er sich weiterhin für die zionistische Idee, vor allem unter den so genannten Ost-Yidn, für deren Rechte in Deutschland er sich starkmachte. In dieser Zeit nahm Fetts Gedanke Gestalt an, in nicht allzu ferner Zeit in das britische Mandatsgebiet Palästina zu übersiedeln. Um dafür die nötigen finanziellen Mittel zu beschaffen, gründete Fett zu Beginn der Tonfilmzeit seine eigenen Produktionsfirmen, zuerst die Ben Fett-Filmproduktion und Vertrieb (Berlin + Düsseldorf), die zu Beginn (1931) lediglich kurze Dokumentarfilme herstellte. In der Spielzeit 1931/32 kamen zwei Spielfilme hinzu. Im März 1932 gründete er die Lux-Film GmbH. Für den deutsch-nationalen Kriegsfilm aus der Napoleonzeit Die elf Schill’schen Offiziere ließ er sich als Produktionsleiter verpflichten. Nach seiner Emigration 1934 beteiligte sich Ben Fett am 19. Zionistenkongress (1935), der diesmal im schweizerischen Luzern stattfand, und stellte über diese Versammlung auch einen 65-minütigen Film her. Es sollte Fetts letzter filmischer Beitrag bleiben. Seinen Lebensabend verbrachte er schließlich in Tel Aviv, wo er sich viele Jahre lang als leitender Redakteur des Sportteils in der Tageszeitung Haaretz hervortat.

## Filmografie
als Produzent von Spielfilmen, wenn nicht anders angegeben
- 1931: Bewohner der Arktis (Von Pinguinen und Robben) (Kurzdokumentarfilm)
- 1931: Ungiftige Schlangen (Kurzdokumentarfilm)
- 1931: Tierkinder und Menschen (Kurzdokumentarfilm)
- 1931: Seide ist Gold (Kurzdokumentarfilm)
- 1931: Schildkröten (Kurzdokumentarfilm)
- 1931: Von Tieren und ihren Skeletten (Kurzdokumentarfilm)
- 1931: Schön ist die Manöverzeit
- 1932: Hasenklein kann nichts dafür
- 1932: Die elf Schill’schen Offiziere (Produktionsleitung)
- 1932: Revierkrank (Kurzfilm)
- 1933: Kaczmarek als Rosenkavalier (Kurzfilm)
- 1935: Nineteenth Zionist Congress in Lucerne (Dokumentarfilm)